# Raionul Bârzula (1923-2020)
Raionul Bârzula (în ucraineană Подільський район, transliterat: Podilskîi raion, în trecut și Котовський район, transliterat Kotovskîi raion) era unul din cele 26 raioane administrative din regiunea Odesa din Ucraina, cu reședința în orașul Bârzula. A fost înființat în anul 1954, fiind inclus în componența RSS Ucrainene. Începând din anul 1991, acest raion face parte din Ucraina independentă.

## Geografie
Raionul se învecineazǎ cu Republica Moldova în vest, cu raionul Codâma în nord, în est cu raioanele Balta și Ananiev, iar în sud cu raionul Ocna Roșie și Frunzivka. Este situat în podișul Podoliei, din care cauză relieful raionului este unul deluros. Spre deosebire de majoritatea teritoriului regiunii Odesa, raionul Bârzula este unul având importante masive forestiere.
Clima temperat-continentalǎ este specifică raionului cu o temperatură medie a lunii ianuarie de -4.0 °C, a lunii iulie +20 °C, temperatura medie anualǎ +8.5 °C.

## Demografie

### Numărul populației la 1 ianuarie
| 2013    | 2014    | 2015    |
| ------- | ------- | ------- |
| ▼27.794 | ▼27.559 | ▼27.334 |

- Sursă:[1]

### Structura etnolingvistică
Componența lingvistică a raionului Bârzula
     Ucraineană (68,96%)
     Română (22,78%)
     Rusă (7,7%)
     Alte limbi (0,2%)
Conform recensământului din 2001, majoritatea populației raionului Bârzula era vorbitoare de ucraineană (68,96%), existând în minoritate și vorbitori de română (22,78%) și rusă (7,7%).
La 1 ianuarie 2011 populația raionului era de 28,038 persoane. În total există 61 de așezări.
Potrivit recensământului ucrainean din 2001, populația raionului era de 30,981 locuitori. Structura etnică:
| Grup etnic            | Populație | % Procentaj |
| --------------------- | --------- | ----------- |
| Ucraineni             | 21,000    | 67.8%       |
| Moldoveni (declarați) | 8,000     | 25.9%       |
| Ruși                  | 1,600     | 5.2%        |
| Bulgari               | 200       | 0.2%        |
| Armeni                | 200       | 0.2%        |